# John Price (Segler)
John Wesley Price (* 19. Januar 1920 in Miami; † 26. Mai 1991 ebenda) war ein US-amerikanischer Segler.

## Erfolge
John Price nahm an den Olympischen Spielen 1952 in Helsinki mit John Reid in der Bootsklasse Star teil. Mit ihrem Boot Comanche belegten sie trotz vier Siegen in den insgesamt sieben Wettfahrten den zweiten Platz hinter Nicolò Rode und Agostino Straulino aus Italien, die viermal Zweiter und dreimal Erster wurden. Sie beendeten die Regatta mit 7216 Gesamtpunkten und erhielten damit die Silbermedaille.